# Islam in Oekraïne

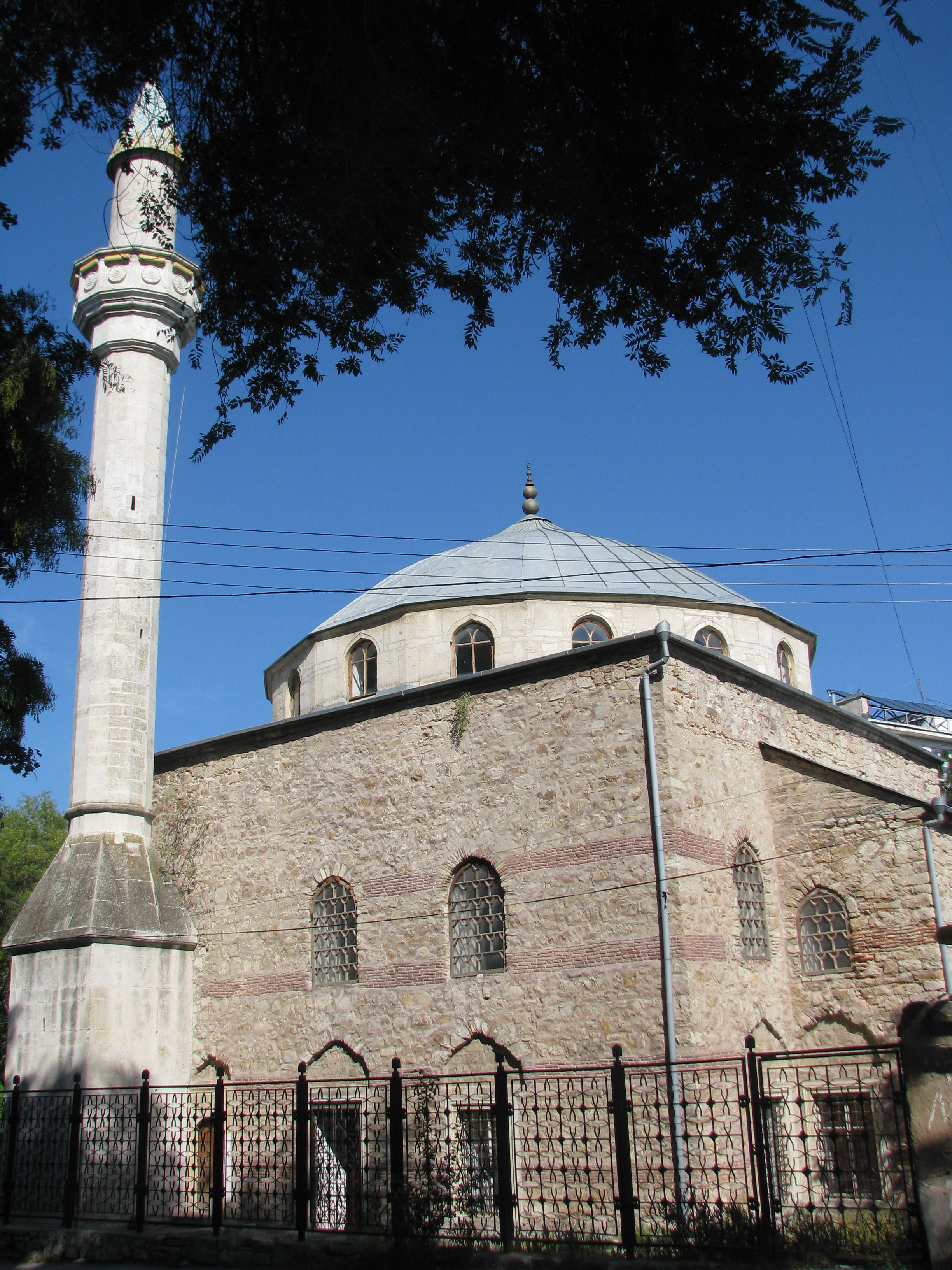
Een moskee in Feodosija, Oekraïne

De islam is de op drie na grootste religie in Oekraïne en wordt aangehangen door 0,6% tot 0,9% van de totale bevolking. De religie heeft een lange geschiedenis in Oekraïne die teruggaat tot de oprichting van de Kanaat van de Krim in de 15e eeuw.
De meerderheid van de Oekraïense moslims zijn etnische Krim-Tataren en behoren tot de hanafitische rechtsschool van het soennisme. Ook andere Turkse volkeren, zoals Wolga-Tataren, Azerbeidzjanen, Oezbeken, maar ook etnische groepen uit Noord-Kaukasus en Arabische immigranten, zijn beoefenaars van de islam. In 2012 woonden naar schatting 0,5 miljoen moslims in Oekraïne, waaronder 300.000 Krim-Tataren. In februari 2016 telde Said Ismagilov, de moefti van Ummah, een miljoen moslims in Oekraïne.
De belangrijkste islamitische instellingen die de moslimgemeenschappen ondersteunen, zijn te vinden in Kiev, de Krim, Simferopol en Donetsk. De sjiitische gemeenschap is voornamelijk geconcentreerd in Kiev, Charkov en Loehansk.

## Geschiedenis
Hoewel etnische Oekraïners overwegend christelijk zijn, bestaat al eeuwenlang een islamitische gemeenschap binnen het grondgebied van het huidige Oekraïne. Moslimnederzettingen zijn vooral geconcentreerd in de zuidelijke helft van het land, en dan met name op de Krim, hoewel er in andere regio's, zoals Wolynië en Podolië, ook dorpen van Lipka-Tataren zijn te vinden. De geschiedenis van de islam in Oekraïne wordt vaak geassocieerd met de Krim-Tataren, die zich in de 15e eeuw in het zuiden van Oekraïne vestigden.
In 1917, aan het einde van de Russische Revolutie, vormden moslims een derde van de bevolking van de Krim. Bijna alle grote steden op de Krim hadden een aanzienlijke moslimbevolking.
De islamitische Krim-Tataren werden in 1944 massaal gedeporteerd toen Jozef Stalin hen beschuldigde van samenwerking met Nazi-Duitsland. Meer dan 200.000 Krim-Tataren werden gedeporteerd naar Centraal-Azië, voornamelijk naar de Oezbeekse SSR. Naar schatting stierf meer dan de helft van de Krim-Tataren als gevolg van de deportatie door verhongering en ziektes. De door de Krim-Tataren verlaten eigendommen en gebieden werden toegeëigend door etnische Russen die door de Sovjetautoriteiten werden hervestigd, wat leidde tot grote demografische veranderingen op de Krim. Pas in 1989 begon de repatriëring van de Krim-Tataren naar hun thuisland.

## Aantal
Schattingen van het aantal Oekraïense moslims variëren. Moslims vormen circa 0,9% van de Oekraïense bevolking, maar liefst 12% op de Krim. Volgens de telling van 2001 woonden in Oekraïne 248.193 Krim-Tataren, 73.304 Wolga-Tataren, 45.176 Azerbeidzjanen 12.353 Oezbeken, 8.844 Turken , 6.575 Arabieren en 5.526 Kazachen. Een studie van het Pew Forum uit 2011 schatte de moslimbevolking van Oekraïne op 393.000 personen. Volgens Said Ismagilov, de moefti van Oekraïne, woonden in februari 2016 een miljoen moslims in Oekraïne.
In Saoedi-Arabië werd in 2012 een kopie van de eerste volledige vertaling van de koran in het Oekraïens uitgebracht.

## Galerij

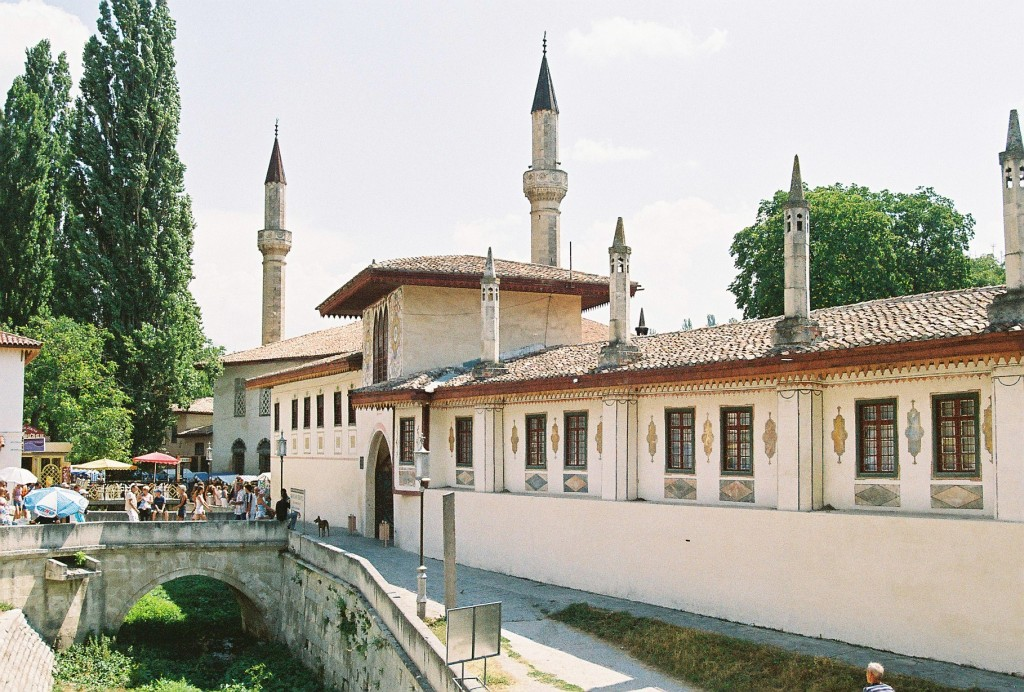
Bachtsjisaraj Khanpaleis
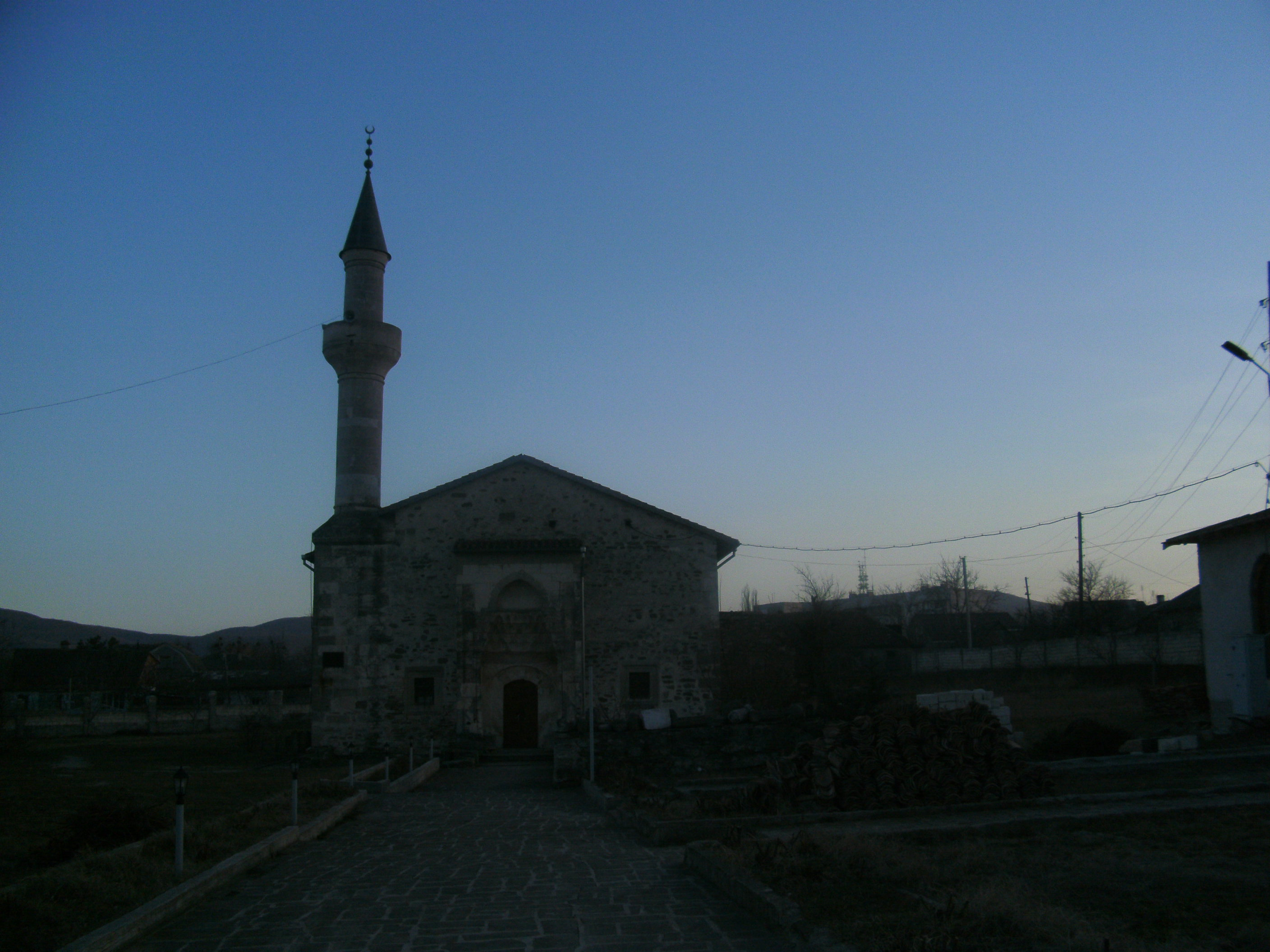
Een moskee op de Krim.
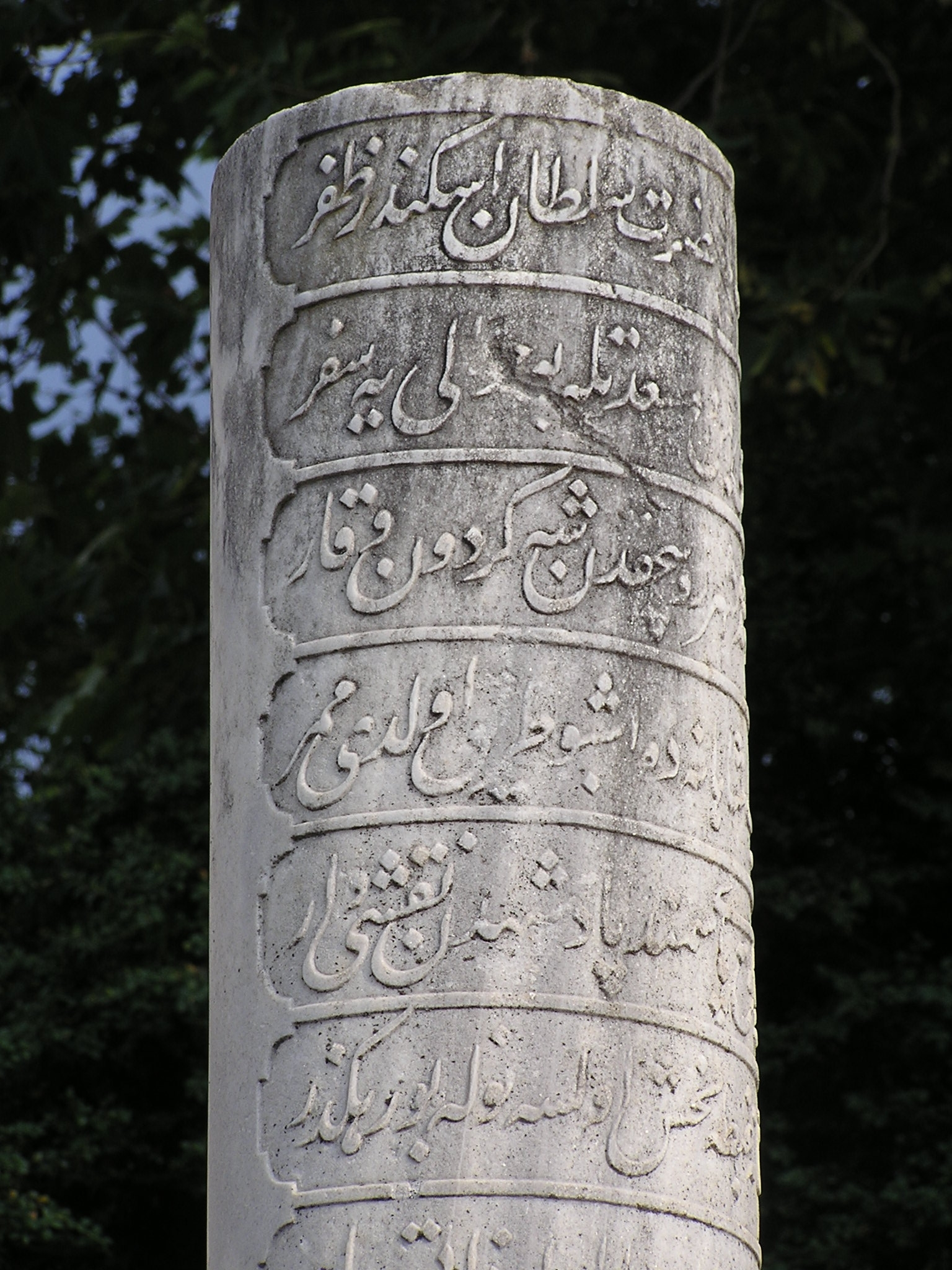
Perzische inscripties in Jalta
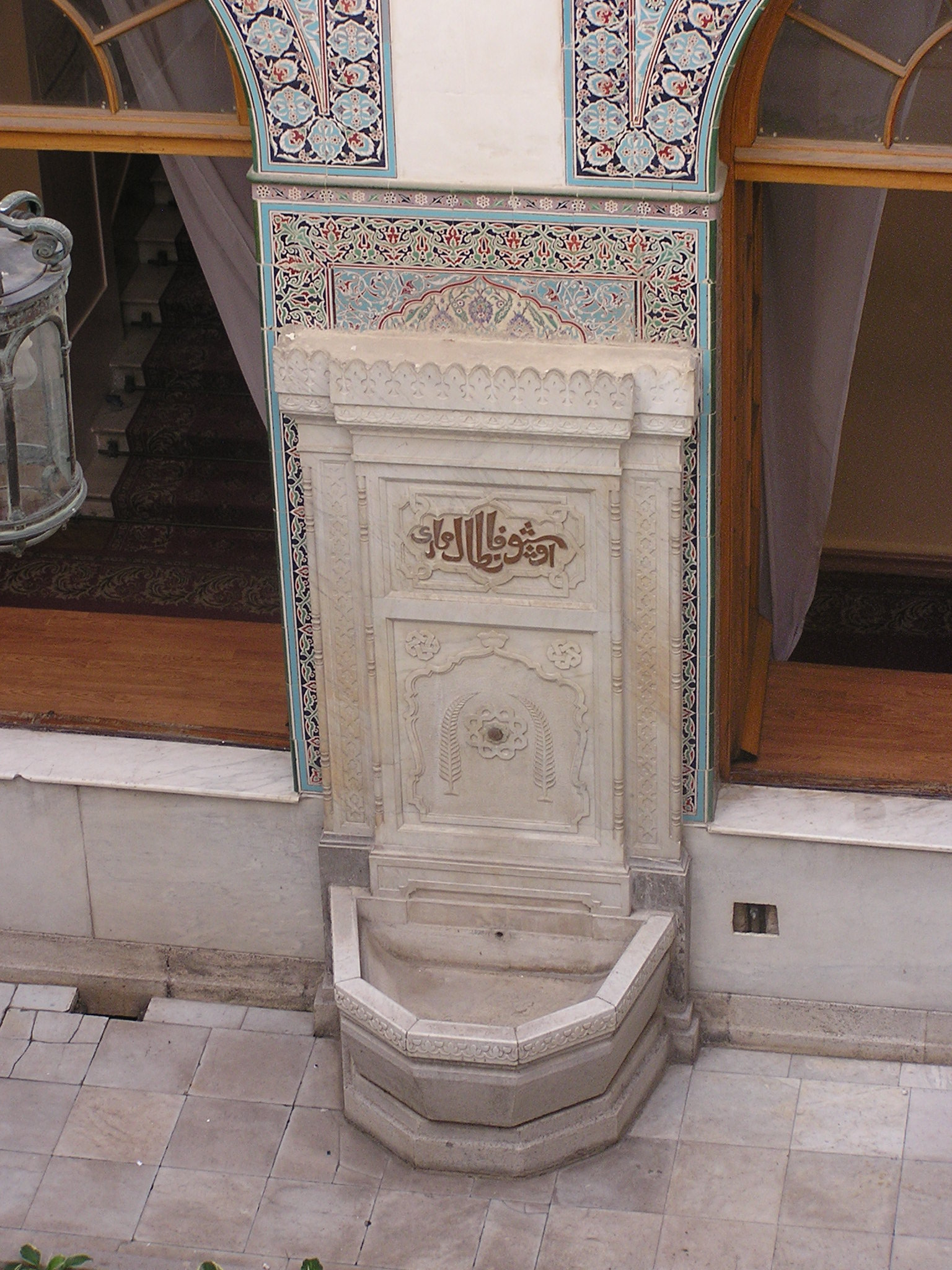
Een kraan voor het verrichten van de woedoe